# トップキュウシュウ
トップキュウシュウは、九州ラグビーフットボール協会が主催するラグビーユニオンの最上位の地域リーグの1つである。9月上旬から12月上旬にかけて開催される。優勝・準優勝のチームは、関東（トップイーストリーグ）・関西（トップウェスト）を含めた3地域社会人リーグ順位決定戦へ進出できる。全国社会人リーグのジャパンラグビーリーグワンとの入替戦は無い。

## 歴史
2002年（平成14年）まで（ジャパンラグビートップリーグ発足以前）は、西日本社会人リーグという名で、他の地域の上位リーグと共に日本ラグビーにおける最上位リーグとなっていた。
キュウシュウと名乗っているが、2019年度（2019-20シーズン）までは西日本社会人リーグ時代からの流れで九州地方だけでなく中国地方のチームも加盟していた（理由は後述）。

### トップリーグ時代
2003年（平成15年）に、日本ラグビーフットボール協会が主催する全国社会人リーグ ジャパンラグビートップリーグが開幕し、同年、トップリーグへの登竜門の一つとして「トップキュウシュウ」に改編された。トップキュウシュウ初年度の参加は、西日本社会人リーグから九州電力、コカ・コーラウエストジャパン、マツダ、中国電力、三菱重工長崎、JR九州、三菱自動車水島の7チーム。
トップイーストリーグやトップウェストと同様、当初は「トップリーグの2部」と位置づけされていた。しかし、2017年（平成29年）からトップリーグの「全国的な2部」となるジャパンラグビートップチャレンジリーグが創設されたため、九州協会エリアに限って言えばトップキュウシュウAは3部、同Bは4部の位置となった。
2020年度（令和2年度）は新型コロナウイルス感染症の流行により、トップキュウシュウは全日程が中止された。トップウェストは2020年10月から開幕したが、途中で中止となった。トップイーストは例年より5か月以上順延し2021年1月23日開幕予定だったが、複数チームから参加辞退があったため、2021年1月15日に開催中止が発表された。
2021年度（令和3年度）の2021-22シーズンも、トップキュウシュウは前年度から2年連続でリーグを行えなかった。

### リーグワン時代
2022年（令和4年）、日本ラグビーフットボール協会が主催するトップリーグ（1部）・トップチャレンジリーグ（2部）が終了し、一般社団法人が主催するジャパンラグビーリーグワン（3部制）が開幕した。
ジャパンラグビーリーグワンは、数千人規模の観客席数を擁するホームグラウンドの準備や、ラグビースクールなど地域コミュニティの運営など、リーグの勝敗以外の参入条件があり、また、チーム数が欠けていない限りは新規参入は行わない。したがって、トップリーグ時代とは異なり、トップキュウシュウなど地域リーグで最上位となっても、リーグワンへの昇格は無い。
2023年（令和5年）、ジャパンラグビーリーグワンは3部（DIVISION3）が1チーム欠けて奇数チーム数となっているため、1チームまたは3チームの新規参入チームを募集した。トップキュウシュウからルリーロ福岡、トップイーストリーグからヤクルトレビンズ・セコムラガッツ・ 秋田ノーザンブレッツRFC、日立Sun Nexus茨城が参加意志を示し、2024年1月31日にルリーロ福岡・ヤクルトレビンズ・セコムラガッツが新規参入チームとして選ばれた。

### 2024年、1リーグに統合
2024年（令和6年）9月から始まるトップキュウシュウは、前年度までの上位Aリーグ・下位Bリーグから、1つのリーグに統合された。8チームを4チームずつ2つのカンファレンスに分けてそれぞれ対戦し、勝ち点で順位をつける。各カンファレンスの上位2チームどうし（計4チーム）で決勝トーナメントに進む。下位2チームどうし（計4チーム）は5位から8位までを決める順位決定トーナメントに進む。前年2023年度から出場辞退していた山形屋ラグビー部は参加していない。

## 過去の入替

### A・B入替戦
2023年度まで、リーグ戦終了後に、Aリーグの下位2チームと Bリーグの上位2チームが、一発勝負の入替戦を行った。勝利チームが来季からAへ参戦し、敗戦チームはBへ参戦する。

### トップリーグとの入替
2009-10シーズンまではリーグ戦の上位3チームが「トップリーグチャレンジマッチ順位決定戦」（1回総当たり戦）へ進み、1位が「トップチャレンジ1」へ、2位は「トップチャレンジ2」へ進出する方式だった。ただしシーズン順位と決定戦の順位は別に扱われる。
2010-11シーズン以降は上位3チーム（2015-2016シーズンのみ上位4チーム）が決勝リーグに（1回総当たり戦）進み、1位が「トップチャレンジ1」へ、2位は「トップチャレンジ2」へ進出する方式となった。なお決勝リーグの順位がそのままリーグ戦での順位となり1位チームが優勝となる。

#### 2003-04シーズン 〜 2009-10シーズン
1位はトップチャレンジ1へ進み、2位以内に入ればトップリーグへ自動昇格、3位はトップリーグ入替戦へ進出。2位はトップチャレンジ2へ進み、1位はトップリーグ入替戦へ進出、2位以下は残留。

#### 2010-11シーズン 〜 2012-13シーズン
1位のトップチャレンジ1、2位のトップチャレンジ2進出はこれまでどおりだが、トップチャレンジ1と同時開催だったトップチャレンジ2が先開催となり、トップチャレンジ2で1位になったチームがトップチャレンジ1へコマを進め、トップチャレンジ1で2位以内に入ればトップリーグへ自動昇格、3位・4位はトップリーグ入替戦へ進出する形となった。なおトップチャレンジ2で2位以下になれば残留なのは変わらない。

#### 2013-14シーズン ～ 2014-15シーズン
1位のトップチャレンジ1、2位のトップチャレンジ2進出、トップチャレンジ1及びトップチャレンジ2の開催方法はこれまで通りだが、トップリーグへ自動昇格できるのがトップチャレンジ1の1位のみとなり、2位以下はトップリーグ入替戦へ進出する形となった。

#### 2015-16シーズン
トップリーグの日程短縮、試合数減少に伴い自動昇格が無く、トップチャレンジ1へ進出したチームがトップリーグ入替戦へ進出する形となった。

#### 2016-17シーズン
次年度2017-18シーズンから、トップリーグとトップキュウシュウの間に2部リーグのジャパンラグビートップチャレンジリーグが創設されるため1-3位チームに上位リーグへの昇格の可能性があった。
優勝チーム
トップチャレンジ1へ進出。1位の場合トップリーグへ自動昇格、2位以下の場合、入れ替え戦で勝利すればトップリーグ昇格、敗戦・引き分けであればトップチャレンジリーグへ参入。
2位チーム
トップチャレンジ2へ進出。1位の場合、優勝チームと同様の条件。2位以下の場合はトップチャレンジリーグへ参入。
3位チーム
トップイーストリーグ・トップウェストの3位チームと「トップチャレンジリーグ参入マッチ」（1回総当たり戦）を戦い、2位以内に入ればトップチャレンジリーグへ参入、3位の場合トップキュウシュウ残留。

### トップチャレンジリーグとの入替

#### 2017-18シーズン
1位チームのみがトップチャレンジリーグへの昇格チャンスがある「3地域チャレンジ」に進出。3地域チャレンジで1位の場合トップチャレンジリーグへ昇格、2位の場合トップチャレンジリーグ入替戦へ出場、3位の場合は残留。

#### 2018-19シーズン
1位チームが「3地域チャレンジ」に進出するのは変わらないが、自動昇格はなく、3地域チャレンジで1位・2位の場合トップチャレンジリーグ入替戦へ出場、3位の場合は残留で変わらない。

## ジャパンラグビーリーグワンへの参入

### 2024-25シーズンからの参入
- 2022年1月に開幕したジャパンラグビーリーグワン初年度（2022シーズン）において、2022年2月15日に宗像サニックスブルースが次年度からの脱退・廃部を表明した[4]。
- 以降、2023-24シーズンからの新規チーム受け入れを検討していたが、準備や調整の期間を要することから、2024-25シーズンから行うことを2023年2月7日に発表した[5]。新規参入チームは、最下部DIVISION3からスタートする[6]。
- 参入条件には「直近3年間の戦績」が良好であることのほか、「3000人以上収容のスタジアム確保」「40人以上の選手で、3分の2以上はリーグワンに準ずる試合の出場経験」「フロントロー3組を用意」「1億円以上の強化・活動費」「U12・U15チームの活動」などがある[5]。
- 2024年1月31日、新規参入審査委員会における最終評価および、2024年1月29日の臨時理事会により、ルリーロ福岡を含む3チーム[7]が新規参入チームとなった[8]。

## 過去の1部の結果

### 2003-04シーズン
- トップキュウシュウ初年度は、リーグ戦ではコカ・コーラウエストジャパンが優勝したが、トップリーグチャレンジマッチ順位決定戦では準優勝の九州電力が1位となりトップチャレンジ1へ、コカ・コーラウエストジャパンは2位でトップチャレンジ2へ回った。
- 九州電力はトップリーグ入替戦で近鉄に敗れ、コカ・コーラウエストジャパンはトップチャレンジ2で敗退し、両チームともトップリーグ昇格とはならなかった。

### 2004-05シーズン
- サニックスがトップリーグから降格し8チームで行われた。
- サニックスが初優勝し、トップリーグチャレンジマッチ順位決定戦も1位で突破、トップチャレンジ1でもセコム、豊田自動織機を破り1位で自動昇格を果たした。一方トップリーグチャレンジマッチ順位決定戦を2位で通過した準優勝のコカ・コーラウエストジャパンはトップチャレンジ2で敗退した。

### 2005-06シーズン
- サニックスがトップリーグへ昇格し7チームで行われた。
- リーグ戦では九州電力が初優勝したが、トップリーグチャレンジマッチ順位決定戦では準優勝のコカ・コーラウエストジャパンが1位でトップチャレンジ1へ進出、九州電力は2位でトップチャレンジ2へ回った。
- コカ・コーラウエストジャパンはトップチャレンジ1で日本IBM、近鉄を破り1位で自動昇格を果たした。一方、九州電力はトップリーグ入替戦でセコムに敗れた。

### 2006-07シーズン
- コカ・コーラウエストジャパンがトップリーグへ昇格し6チームで行われた。
- 九州電力が連覇を果たしトップリーグチャレンジマッチ順位決定戦を1位で通過、トップチャレンジ1で三菱重工相模原、近鉄を破り1位で自動昇格を果たした。2位のマツダはトップチャレンジ2で敗退した。

### 2007-08シーズン
- 九州電力がトップリーグへ昇格したが、2部から東芝大分が昇格したため6チーム。
- マツダが初優勝したが、トップリーグ入替戦でサニックスに敗れ、準優勝の中国電力はトップチャレンジ2で敗退し、両チームともトップリーグ昇格とはならなかった。

### 2008-09シーズン
- 三菱自動車水島が2部へ降格したが、安川電機が2部から昇格したため6チーム。
- マツダが2連覇したが、トップリーグ入替戦で九州電力に敗れ、準優勝の三菱重工長崎はトップチャレンジ2で敗退し、両チームともトップリーグ昇格とはならなかった。

### 2009-10シーズン
- 東芝大分、安川電機が2部へ降格したが、鹿児島銀行、三菱自動車水島が2部から昇格したため6チーム。
- マツダが3連覇したが、トップリーグ入替戦でリコーに敗れ、準優勝の中国電力はトップチャレンジ2で敗退し、両チームともトップリーグ昇格とはならなかった。

### 2010-11シーズン
- 三菱自動車水島が2部へ降格したが、九州電力がトップリーグから降格、山形屋が2部から昇格したため7チームで行われた。
- 九州電力が優勝するが、トップリーグ入替戦でヤマハ発動機に敗れ、準優勝のマツダはトップチャレンジ2で敗退し、両チームともトップリーグ昇格とはならなかった。

### 2011-12シーズン
- 山形屋、鹿児島銀行が2部へ降格したが、福岡銀行、三菱自動車水島が2部から昇格したため7チーム。
- 九州電力が2連覇を果たし、トップチャレンジ1で2位に入りトップリーグへ昇格を果たした。一方、準優勝のJR九州はトップチャレンジ2で敗退した。

### 2012-13シーズン
- 九州電力がトップリーグへ昇格、三菱重工長崎、三菱自動車水島が2部へ降格したが、コカ・コーラウエストがトップリーグから降格、山形屋、新日鐵住金八幡が2部から昇格したため7チーム。
- コカ・コーラウエストが優勝、トップチャレンジ1でクボタ、豊田自動織機、三菱重工相模原を破り1位でトップリーグ昇格を果たした。一方で、準優勝のマツダはトップチャレンジ2で敗退した。

### 2013-14シーズン
- コカ・コーラウエストがトップリーグへ昇格、福岡銀行、山形屋が2部へ降格したが、サニックスがトップリーグから降格、三菱重工長崎、鹿児島銀行が2部から昇格したため7チーム。
- サニックスが9シーズンぶりに優勝、トップチャレンジ1でホンダヒート、三菱重工相模原、横河武蔵野を破り1位でトップリーグ昇格を果たした。一方で、準優勝のマツダはトップチャレンジ2で敗退した。

### 2014-15シーズン
- サニックスがトップリーグへ昇格、新日鐵住金八幡が2部へ降格したが、九州電力がトップリーグから降格、福岡銀行が2部から昇格したため7チーム。
- 九州電力が3シーズンぶりに優勝を果たしたが、トップリーグ入替戦でコカ・コーラに敗れ、準優勝の中国電力はトップチャレンジ2で敗退し、両チームともトップリーグ昇格とはならなかった。

### 2015-16シーズン
- 鹿児島銀行が2部へ降格したが、サニックスがトップリーグから降格、新日鐵住金八幡が2部から昇格したため8チームで行われた。
- サニックスが2シーズンぶりに優勝し、トップリーグ入替戦でNTTドコモに勝利しトップリーグ昇格を決めた。
- 準優勝の九州電力はトップチャレンジ2を突破したが、トップリーグ入替戦でコカ・コーラに敗れトップリーグ昇格とはならなかった。

### 2016-17シーズン
- サニックスがトップリーグへ昇格したため、7チームで行われた。
- 九州電力が2シーズンぶりに優勝したが、トップリーグ入替戦で近鉄に敗れ、準優勝の中国電力はトップチャレンジ2で敗退。
- 2017-2018シーズンよりトップリーグとトップキュウシュウの間にジャパンラグビートップチャレンジリーグが新設されるため九州電力と中国電力は、トップチャレンジリーグへの参入が決定。
- 3位のマツダは各地域リーグ3位チームと戦うチャレンジリーグ参入マッチに進み、2位に入ってチャレンジリーグへの参入を果たした。

### 2017-18シーズン
- 九州電力、中国電力、マツダがトップチャレンジリーグへ参入したが、鹿児島銀行が2部から昇格したため5チームで行われた。
- JR九州が予選リーグ・決勝リーグを全勝し初優勝を決め、新設された3地域チャレンジへ進んだが、全敗で3位となりチャレンジリーグ昇格とはならなかった[9]。

### 2018-19シーズン
- 昇降格がなく、トップキュウシュウ創設以来初めて1部に参加するチームの顔ぶれが前年と変わらずリーグ戦が行われた。
- JR九州が2年連続で予選リーグ・決勝リーグを全勝し2連覇し、3地域チャレンジへ進んだが、2年連続で全敗で3位となりチャレンジリーグ昇格とはならなかった[10]。

### 2019-20シーズン
- 中国電力がトップチャレンジリーグから降格したため6チームで実施。
- 中国電力が初優勝したが、このシーズンはトップリーグが短縮日程のため入れ替え戦が開催されないことに伴い、3地域チャレンジは開催されなかった。しかし、中国電力が2021年度からのラグビーの新リーグに参加を表明したため、トップチャレンジリーグへ自動昇格となった[11]。

### 2020-21シーズン
- 中国電力がトップチャレンジリーグに昇格したため5チームで行われる予定だったが、新型コロナウイルス感染症の世界的流行の影響で各チームの活動状況に影響を及ぼして充分な練習期間を確保できないことから中止を決定した[12]。

### 2021-22シーズン
- 新型コロナウイルス感染症の世界的流行の影響で各チームの活動状況に大きな差が出たり参加が見込めないチームがあることから2年連続でのリーグ戦中止を決定した。今シーズンはリーグ戦不成立という扱いとなる[13]。
- なお、トップチャレンジリーグに所属していたコカ・コーラレッドスパークスが2021年末で廃部となった[14]。

### 2022-23シーズン
- ルリーロ福岡が、2021年末で解散したコカ・コーラレッドスパークスの選手の受け皿となって2022年4月に発足[15][16]、トップキュウシュウAに参入し6チームで対戦。
- ルリーロ福岡が初優勝し、3地域社会人リーグ順位決定戦（イースト・ウェスト・キュウシュウの優勝チームが出場）に出場したが、ルリーロ福岡は全敗で3位となった[17]。
- なお、リーグワンDIVISION3に所属していた宗像サニックスブルースが休部となり、一部の選手がルリーロ福岡に合流した[18]。

### 2023-24シーズン
- 鹿児島銀行が2部へ降格したが、安川電機が2部から昇格したため6チームで実施。
- ルリーロ福岡が2連覇した[19]。
- 3地域社会人リーグ順位決定戦には、優勝したルリーロ福岡と2位の日本製鉄九州八幡が出場（今年度は各リーグの1・2位チームが出場）。日本製鉄九州八幡は初戦敗退、ルリーロ福岡は4位となった[20]。
- ルリーロ福岡は、ジャパンラグビーリーグワン（DIVISION3）への参入が決定した[21]。

### 2024-25シーズン
- リーグ再編により1部制となり、リーグワンに参入したルリーロ福岡以外の前年1部所属5チームに前年2部所属だった鹿児島銀行、西日本シティ銀行、日特スパークテックWKSの3チームを加えた合計8チームで実施。
- 日本製鉄九州八幡が初優勝し、2位のJR九州と共に3地域社会人リーグ順位決定戦に出場したが、両チームとも1回戦で敗退し同率5位となった。

## 参加チーム（2025-26）
- 前回（2024-25）シーズンの成績上位順に記載。

| チーム名                   | 所属カンファレンス | 創設年 | 参加シーズン | 本拠地           | 備考 |
| -------------------------- | ------------------ | ------ | ------------ | ---------------- | --- |
| 日本製鉄九州八幡ラグビー部 | 未定               | 1927年 | 2003-04〜    | 福岡県北九州市   | 2011-2012までは「新日鉄八幡ラグビー部」 2018-2019までは「新日鉄住金八幡ラグビー部」 2022-2023までは「日本製鉄八幡ラグビー部」 |
| JR九州サンダース           | 未定               | 1931年 | 2003-04〜    | 福岡県宗像市     | |
| 安川電機BLUE BLAZE         | 未定               | 不明   | 2003-04〜    | 福岡県           | 2023-2024までは「安川電機ラグビー部」                                                                                         |
| FFGブルーグルーパーズ      | 未定               | 1987年 | 2003-04〜    | 福岡県古賀市     | 2021-2022までは「福岡銀行ブルーグルーパーズ」                                                                                 |
| 三菱重工長崎ラグビー部     | 未定               | 1927年 | 2003-04〜    | 長崎県長崎市     | |
| 鹿児島銀行ラグビー部       | 未定               | 不明   | 2003-04〜    | 鹿児島県鹿児島市 | |
| 西日本シティ銀行ラグビー部 | 未定               | 不明   | 2022-23〜    | 福岡県           | |
| 日特スパークテックWKS      | 未定               | 不明   | 2010-11〜    | 鹿児島県さつま町 | 2021-2022までは「日本特殊陶業ラグビー部」                                                                                     |

## 過去に在籍したことがあるチーム

### トップリーグへ昇格
| チーム名                             | 創設年 | トップキュウシュウA 参加シーズン | 練習グラウンド | 備考 |
| ------------------------------------ | ------ | -------------------------------- | -------------- | --- |
| コカ・コーラウエストレッドスパークス | 1966年 | 2003-04〜2005-06、 2012-13       | 福岡県福岡市   | 2005-06までは「コカ・コーラウエストジャパンラグビー部」 その後コカ・コーラレッドスパークスに名称変更し2021年休部           |
| 宗像サニックスブルース               | 1994年 | 2004-05、 2013-14、 2015-16      | 福岡県宗像市   | 2004-05、2013-14までは「福岡サニックスブルース」 トップリーグ創設時に参加（チーム名は「福岡サニックスボムズ」） 2022年休部 |

### トップチャレンジリーグへ昇格
| チーム名                       | 創設年 | トップキュウシュウA 参加シーズン                       | 練習グラウンド | 備考                                                                                           |
| ------------------------------ | ------ | ------------------------------------------------------ | -------------- | ---------------------------------------------------------------------------------------------- |
| 九州電力キューデンヴォルテクス | 1951年 | 2003-04〜2006-07、 2010-11〜2011-12、 2014-15〜2016-17 | 福岡県福岡市   | 2007-08〜2009-10、2012-13〜2013-14まではトップリーグに在籍 2006-07までは「九州電力ラグビー部」 |
| マツダブルーズーマーズ         | 1961年 | 2003-04〜2016-17                                       | 広島県府中町   | 現・マツダスカイアクティブズ広島                                                               |
| 中国電力レッドレグリオンズ     | 1987年 | 2003-04〜2016-17、 2019-20                             | 広島県広島市   | 2016-17までは「中国電力ラグビー部」                                                            |

### ジャパンラグビーリーグワンに参入
| チーム名     | 創設年 | トップキュウシュウA 参加シーズン | 練習グラウンド | 備考 |
| ------------ | ------ | -------------------------------- | -------------- | ---- |
| ルリーロ福岡 | 2022年 | 2022-23〜2023-24                 | 福岡県うきは市 |      |

### トップキュウシュウから撤退
| チーム名                               | トップキュウシュウB 参加シーズン     | 練習グラウンド | 備考 |
| -------------------------------------- | ------------------------------------ | -------------- | --- |
| どんたくクラブ                         | 2003-04                              | 不明           | |
| 北九州市役所ラグビー部                 | 2005-06                              | 福岡県北九州市 | |
| 福岡市消防局ラグビー部                 | 2003-04〜2007-08                     | 福岡県福岡市   | |
| NTTグループ福岡ラグビー部              | 2003-04〜2012-13                     | 福岡県         | 一般的には「NTT-G福岡」と表記 2013年廃部 |
| 三菱自動車水島ラグビー部               | 2008-09、 2010-11、 2012-13〜2015-16 | 岡山県倉敷市   | 1946年創部 2003-04〜2007-08、2009-10、2011-12はトップキュウシュウAに在籍 2016-17シーズン部員不足により出場辞退、その後トップキュウシュウから撤退し、2022年から三菱自動車倉敷キングフィッシャーズへ名称変更してトップウェストへ参加 |
| ジャパンセミコンダクター大分ラグビー部 | 2003-04〜2006-07、 2009-10〜2018-19  | 大分県大分市   | 2007-08〜2008-09はトップキュウシュウAに在籍 2015-16までは「東芝大分ラグビー部」 |
| 日本製鉄大分ラグビー部                 | 2015-16〜2021-22                     | 大分県大分市   | 1973年創部 2018-19までは「新日鐵住金大分ラグビー部」 |

### その他
| チーム名         | 創設年 | 参加シーズン     | 本拠地   | 備考              |
| ---------------- | ------ | ---------------- | -------- | ----------------- |
| 山形屋ラグビー部 | 不明   | 2007-08〜2023-24 | 鹿児島県 | 2024-25より不参加 |

## 歴代優勝チーム

### 1部
- 九州電力キューデンヴォルテクス[注 3] - 6回
- 宗像サニックスブルース（旧・福岡サニックスブルース）[注 3] - 3回
- マツダブルーズーマーズ[注 3] - 3回
- コカ・コーラウエストレッドスパークス（旧・コカ・コーラウエストジャパン） - 2回
- JR九州サンダース - 2回
- ルリーロ福岡 - 2回
- 中国電力レッドレグリオンズ - 1回
- 日本製鉄九州八幡ラグビー部 - 1回

### 2部
- 安川電機 - 5回
- 鹿児島銀行 - 4回
- 福岡銀行ブルーグルーパーズ - 3回
- 山形屋 - 2回
- 新日鐵住金八幡（旧・新日鐵八幡） - 2回
- NTTグループ福岡 - 1回
- 東芝大分 - 1回
- 三菱重工長崎 - 1回

## 順位表

### リーグ再編以降
| シーズン | 優勝             | 2位    | 3位      | 4位                   | 5位          | 6位        | 7位              | 8位                 | 出典 |
| -------- | ---------------- | ------ | -------- | --------------------- | ------------ | ---------- | ---------------- | ------------------- | ---- |
| 2024-25  | 日本製鉄九州八幡 | JR九州 | 安川電機 | FFGブルーグルーパーズ | 三菱重工長崎 | 鹿児島銀行 | 西日本シティ銀行 | 日特スパーテックWKS |      |

### トップキュウシュウA
- 枠内が■色はトップリーグへ昇格、枠内が■色はトップチャレンジリーグへ昇格、枠内が■色はジャパンラグビーリーグワンへ参入、枠内が■色は2部へ降格。

| シーズン | 優勝                         | 2位                          | 3位            | 4位                   | 5位                   | 6位            | 7位            | 8位            | 出典   |
| -------- | ---------------------------- | ---------------------------- | -------------- | --------------------- | --------------------- | -------------- | -------------- | -------------- | ------ |
| 2003-04  | コカ・コーラウエストジャパン | 九州電力                     | 中国電力       | 三菱自動車水島        | マツダ                | 三菱重工長崎   | JR九州         |                |        |
| 2004-05  | サニックス                   | コカ・コーラウエストジャパン | 九州電力       | マツダ                | 中国電力              | JR九州         | 三菱重工長崎   | 三菱自動車水島 |        |
| 2005-06  | 九州電力                     | コカ・コーラウエストジャパン | マツダ         | 中国電力              | 三菱重工長崎          | 三菱自動車水島 | JR九州         |                |        |
| 2006-07  | 九州電力                     | マツダ                       | 中国電力       | 三菱重工長崎          | JR九州                | 三菱自動車水島 |                |                |        |
| 2007-08  | マツダ                       | 中国電力                     | 三菱重工長崎   | JR九州                | 東芝大分              | 三菱自動車水島 |                |                |        |
| 2008-09  | マツダ                       | 三菱重工長崎                 | 中国電力       | JR九州                | 東芝大分              | 安川電機       |                |                |        |
| 2009-10  | マツダ                       | 中国電力                     | JR九州         | 鹿児島銀行            | 三菱重工長崎          | 三菱自動車水島 |                |                |        |
| 2010-11  | 九州電力                     | マツダ                       | JR九州         | 三菱重工長崎          | 中国電力              | 山形屋         | 鹿児島銀行     |                |        |
| 2011-12  | 九州電力                     | JR九州                       | マツダ         | 中国電力              | 福岡銀行              | 三菱重工長崎   | 三菱自動車水島 |                |        |
| 2012-13  | コカ・コーラウエスト         | マツダ                       | 中国電力       | JR九州                | 新日鐵住金八幡        | 福岡銀行       | 山形屋         |                |        |
| 2013-14  | サニックス                   | マツダ                       | 中国電力       | JR九州                | 鹿児島銀行            | 三菱重工長崎   | 新日鐵住金八幡 |                |        |
| 2014-15  | 九州電力                     | 中国電力                     | マツダ         | JR九州                | 三菱重工長崎          | 福岡銀行       | 鹿児島銀行     |                |        |
| 2015-16  | サニックス                   | 九州電力                     | マツダ         | 中国電力              | JR九州                | 三菱重工長崎   | 新日鐵住金八幡 | 福岡銀行       |        |
| 2016-17  | 九州電力                     | 中国電力                     | マツダ         | JR九州                | 三菱重工長崎          | 福岡銀行       | 新日鐵住金八幡 |                |        |
| 2017-18  | JR九州                       | 福岡銀行                     | 三菱重工長崎   | 新日鐵住金八幡        | 鹿児島銀行            |                |                |                | [ 22 ] |
| 2018-19  | JR九州                       | 鹿児島銀行                   | 福岡銀行       | 三菱重工長崎          | 新日鐵住金八幡        |                |                |                | [ 23 ] |
| 2019-20  | 中国電力                     | JR九州                       | 三菱重工長崎   | 福岡銀行              | 日本製鉄八幡          | 鹿児島銀行     |                |                | [ 24 ] |
| 2020-21  | 大会中止                     | 大会中止                     | 大会中止       | 大会中止              | 大会中止              | 大会中止       | 大会中止       | 大会中止       | [ 25 ] |
| 2021-22  | リーグ戦不成立               | リーグ戦不成立               | リーグ戦不成立 | リーグ戦不成立        | リーグ戦不成立        | リーグ戦不成立 | リーグ戦不成立 | リーグ戦不成立 |        |
| 2022-23  | ルリーロ福岡                 | 日本製鉄八幡                 | JR九州         | FFGブルーグルーパーズ | 三菱重工長崎          | 鹿児島銀行     |                |                | [ 26 ] |
| 2023-24  | ルリーロ福岡                 | 日本製鉄九州八幡             | 安川電機       | JR九州                | FFGブルーグルーパーズ | 三菱重工長崎   |                |                | [ 27 ] |

### トップキュウシュウB
- 枠内が■色は1部へ昇格、枠内が■色はトップキュウシュウから撤退

| シーズン | 優勝            | 2位                 | 3位                 | 4位              | 5位                          | 6位                          | 7位             | 8位            | 出典   |
| -------- | --------------- | ------------------- | ------------------- | ---------------- | ---------------------------- | ---------------------------- | --------------- | -------------- | ------ |
| 2003-04  | NTTグループ福岡 | 鹿児島銀行          | 新日鐵八幡          | 東芝大分         | 福岡市消防局                 | どんたくクラブ               | 安川電機        | 福岡銀行       |        |
| 2004-05  | 新日鐵八幡      | NTTグループ福岡     | 東芝大分            | 安川電機         | 福岡銀行                     | 福岡市消防局                 | 鹿児島銀行      |                |        |
| 2005-06  | 福岡銀行        | 東芝大分            | 新日鐵八幡          | 安川電機         | NTTグループ福岡              | 鹿児島銀行                   | 福岡市消防局    | 北九州市役所   |        |
| 2006-07  | 東芝大分        | 新日鐵八幡          | 福岡銀行            | 安川電機         | 鹿児島銀行                   | NTTグループ福岡              | 福岡市消防局    |                |        |
| 2007-08  | 安川電機        | 鹿児島銀行          | 福岡銀行            | 新日鐵八幡       | 山形屋                       | NTTグループ福岡              | 福岡市消防局    |                |        |
| 2008-09  | 鹿児島銀行      | 三菱自動車水島      | 福岡銀行            | 山形屋           | NTTグループ福岡              | 新日鐵八幡                   |                 |                |        |
| 2009-10  | 山形屋          | 新日鐵八幡          | 福岡銀行            | 安川電機         | 東芝大分                     | NTTグループ福岡              |                 |                |        |
| 2010-11  | 福岡銀行        | 三菱自動車水島      | 新日鐵八幡          | 日本特殊陶業     | 東芝大分                     | NTTグループ福岡              | 安川電機        |                |        |
| 2011-12  | 山形屋          | 新日鐵八幡          | 安川電機            | 鹿児島銀行       | 日本特殊陶業                 | 東芝大分                     | NTTグループ福岡 |                |        |
| 2012-13  | 三菱重工長崎    | 鹿児島銀行          | 三菱自動車水島      | 東芝大分         | 日本特殊陶業                 | 安川電機                     | NTTグループ福岡 |                |        |
| 2013-14  | 福岡銀行        | 山形屋              | 日本特殊陶業        | 安川電機         | 三菱自動車水島               | 東芝大分                     |                 |                |        |
| 2014-15  | 新日鐵住金八幡  | 山形屋              | 三菱自動車水島      | 日本特殊陶業     | 安川電機                     | 東芝大分                     |                 |                |        |
| 2015-16  | 鹿児島銀行      | 日本特殊陶業        | 山形屋              | 安川電機         | 東芝大分                     | 新日鉄住金大分               | 三菱自動車水島  |                |        |
| 2016-17  | 鹿児島銀行      | 日本特殊陶業        | 山形屋              | 安川電機         | 新日鉄住金大分               | ジャパンセミコンダクター大分 |                 |                |        |
| 2017-18  | 安川電機        | 新日鉄住金大分      | 日本特殊陶業        | 山形屋           | ジャパンセミコンダクター大分 |                              |                 |                | [ 22 ] |
| 2018-19  | 安川電機        | 新日鉄住金大分      | 日本特殊陶業        | 山形屋           | ジャパンセミコンダクター大分 |                              |                 |                | [ 23 ] |
| 2019-20  | 安川電機        | 日本製鉄大分        | 日本特殊陶業        | 山形屋           |                              |                              |                 |                | [ 24 ] |
| 2020-21  | 大会中止        | 大会中止            | 大会中止            | 大会中止         | 大会中止                     | 大会中止                     | 大会中止        | 大会中止       | [ 25 ] |
| 2021-22  | リーグ戦不成立  | リーグ戦不成立      | リーグ戦不成立      | リーグ戦不成立   | リーグ戦不成立               | リーグ戦不成立               | リーグ戦不成立  | リーグ戦不成立 |        |
| 2022-23  | 安川電機        | 日特スパーテックWKS | 山形屋              | 西日本シティ銀行 |                              |                              |                 |                | [ 26 ] |
| 2023-24  | 鹿児島銀行      | 西日本シティ銀行    | 日特スパーテックWKS | 山形屋           |                              |                              |                 |                | [ 27 ] |

## 中国地方のチームが参加している経緯
トップキュウシュウには、前身の西日本社会人リーグの時代から中国地方のチームが参加している。中国地方は本来、関西ラグビーフットボール協会の管轄であり、九州ラグビーフットボール協会の管轄ではない。
九州では、1968年から、社会人チーム・大学チーム混合のリーグ戦である九州リーグを開催していた。しかし、九州の社会人チームとしては、より多くの社会人チームとの対戦を増やすことでレベルアップを図っていきたいという思惑があった。そこで、九州のみならず全国区の強豪であった新日鉄八幡（現・日本製鉄八幡）から、地域的にも九州に近い中国地方の東洋工業（現・マツダスカイアクティブズ広島）、淀川製鋼呉、山陽国策パルプとの対抗戦が提案された。
地域協会を跨いでの変則的なリーグ戦になることについて、当時の九州協会と関西協会の書記長が会談し、1972年度から西日本社会人リーグ（当時は西日本社会人対抗戦）が開催されることとなった。初年度には、東洋工業、淀川製鋼呉、山陽国策パルプの3チームが中国地方から参加した。
トップウェスト創設後も三菱自動車水島ラグビー部（岡山県）、マツダブルーズーマーズ（広島県）、中国電力レッドレグリオンズ（広島県）が参加していたが、2019年度（2019-20シーズン）終了後に中国電力レッドレグリオンズがトップチャレンジリーグに昇格して以降は中国地方の参加チームは存在しない。